# میوتا، ناگانو
میوتا، ناگانو (به لاتین: Miyota, Nagano) یک منطقهٔ مسکونی در ژاپن است که در استان ناگانو واقع شده‌است. میوتا ۵۸٫۷۶ کیلومترمربع مساحت و ۱۵٬۱۵۱ نفر جمعیت دارد.